# Owens Corning

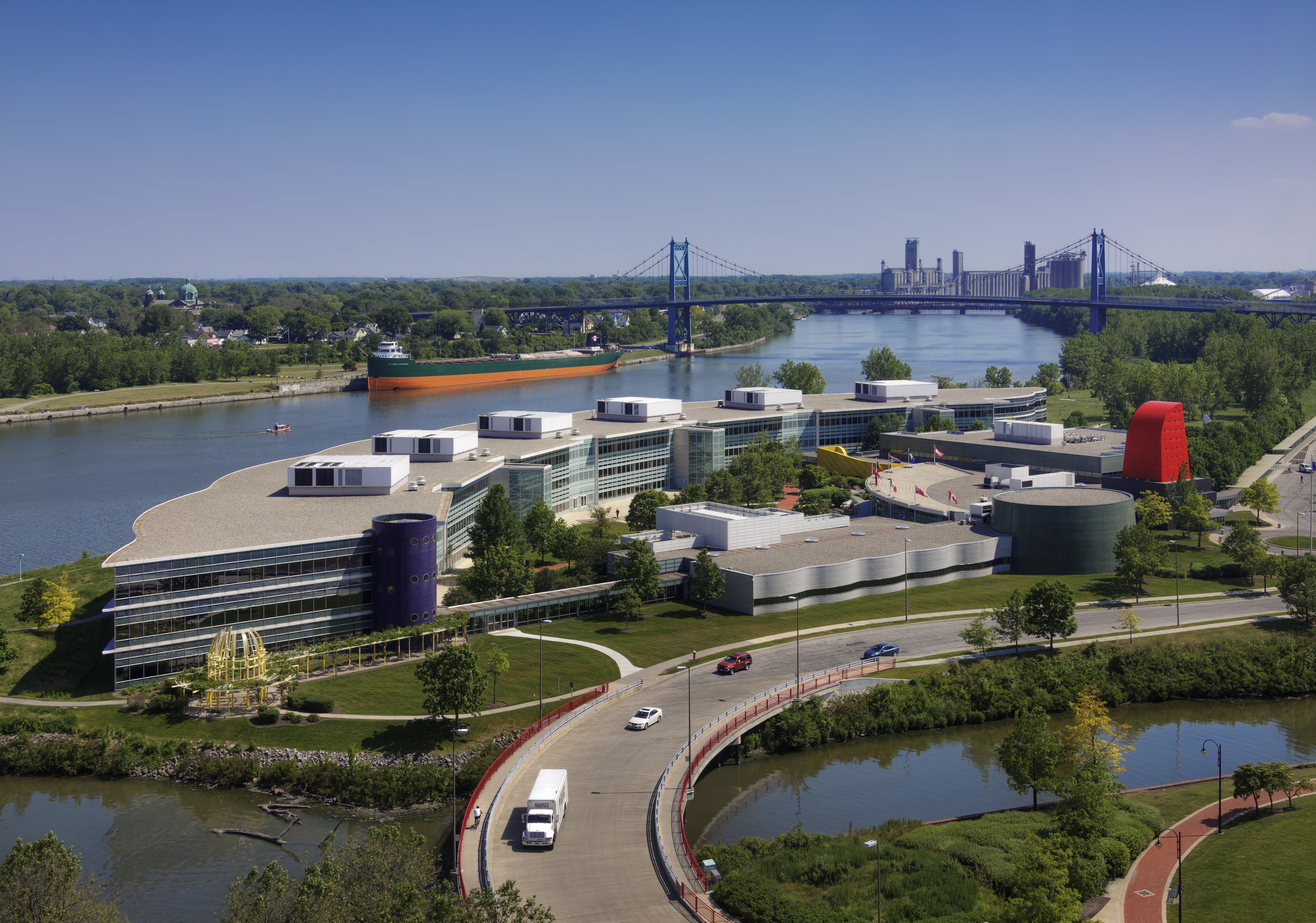
siège social de Owens Corning

Owens Corning est une entreprise américaine spécialisée dans les matériaux d'isolation.

## Histoire
Owens Corning est créée en 1935 en tant que coentreprise entre Corning et Owens-Illinois. Elle deviendra autonome en 1938.
En France, elle est implantée à Chambéry en Savoie et à Laudun-l'Ardoise, dans le Gard rhodanien.
Le quartier général européen se situe à Bruxelles. 
En octobre 2017, Owens Corning annonce l'acquisition de Paroc Group, spécialisée dans la production de laine de verre et présent notamment en Europe de l'Est, pour 900 millions d'euros.